# 别廖佐夫卡农村居民点 (安纳区)
别廖佐夫卡农村居民点（俄语：Берёзовское сельское поселение）是俄罗斯联邦沃罗涅日州安纳区所属的一个农村居民点。其下辖有2个居民点，行政中心为别廖佐夫卡。据2016年统计，该农村居民点的人口为793人。